# Oryza
- Commons
- Wikispecies

Oryza L. é um género botânico pertencente à família Poaceae.
Na classificação taxonômica de Jussieu (1789), Oryza é o nome de um gênero  botânico,  ordem  Gramineae,  classe Monocotyledones com estames hipogínicos seu nome tets

## Sinonímia
- Padia Moritzi

## Espécies
- Oryza barthii
- Oryza glaberrima
- Oryza latifolia
- Oryza longistaminata
- Oryza punctata
- Oryza rufipogon
- Oryza sativa
- «Lista completa»

## Classificação do gênero
| Sistema | Classificação                   | Referência               |
| ------- | ------------------------------- | ------------------------ |
| Linné   | Classe Hexandria, ordem Digynia | Species plantarum (1753) |